# باگرنتسی
باگرنتسی (به لاتین: Bagrentsi) یک منطقهٔ مسکونی در بلغارستان است که در شهرستان کیوستندیل واقع شده‌است.